# Metacognição
A metacognição é um campo de estudos relacionado à consciência e ao automonitoramento do ato cognitivo. Consiste na aprendizagem sobre o processo da aprendizagem ou a apropriação e comando dos recursos internos se relacionando com os objetos externos. A metacognição consiste na capacidade do indivíduo de monitorar e autorregular os próprios processos cognitivos. Pensar sobre a maneira pela qual pensamos em várias situações pode ajudar em avanços e progressos do pensamento crítico, científico e interdisciplinar, levando estudantes ao aprender a aprender.
O termo vem da palavra raiz meta, que significa "além". A metacognição pode assumir muitas formas; inclui conhecimentos sobre quando e como usar estratégias específicas para aprender ou para resolver problemas. Em geral, a metacognição abarca dois elementos. A saber: (1) o conhecimento sobre cognição e (2) a regulação da cognição.
A metamemória definida como conhecimento sobre a memória e estratégias mnemônicas, é uma forma especialmente importante de metacognição. Pesquisas acadêmicas sobre o processamento metacognitivo entre culturas estão nos estágios iniciais, mas há indícios de que trabalhos adicionais podem fornecer melhores resultados na aprendizagem transcultural entre professores e alunos.
A metacognição pode ser representada em duas dimensões, a primeira dimensão seria o conhecimento cognitivo e a segunda refere-se ao processo de monitoramento e autorregulação metacognitivos. O conhecimento metacognitivo não tem essencialmente uma natureza que difere dos outros tipos de conhecimento. Todavia, cabe salientar que, pode ser notada uma evolução nos indivíduos que adotam as estratégias do monitoramento e da autorregulação metacognitiva à sua própria aprendizagem.
Alguns psicólogos evolutivos levantam a hipótese de que os humanos usam a metacognição como uma ferramenta de sobrevivência, o que tornaria a metacognição igual em todas as culturas. Escritos sobre a metacognição foram objetos de, pelo menos duas obras do filósofo grego Aristóteles: De Anima e Parva Naturalia.

### Metacognição é Aprendizagem Autorregulada
A metacognição e a aprendizagem autorregulada são processos fundamentais e intrinsecamente interligados no contexto educacional. A metacognição desempenha um papel crucial dentro da aprendizagem autorregulada, capacitando os alunos a monitorar e controlar seus próprios processos cognitivos durante a execução de tarefas acadêmicas. Autorregulação da aprendizagem (ARA) refere-se aos alunos serem responsáveis por sua aprendizagem. Envolve estabelecimento de metas, bem como regulação da cognição, emoções (afeto), motivação e comportamento (por exemplo, através do gerenciamento do ambiente de aprendizagem). Um componente crítico do SRL é a metacognição, cuja função é monitorar e controlar o processamento cognitivo. Essa habilidade de autorregulação cognitiva é essencial para desenvolver estratégias de estudo eficazes, gerenciar o tempo adequadamente e avaliar o progresso, contribuindo de forma significativa para a melhoria do desempenho escolar e fomentando a autonomia dos estudantes.
É essencial esclarecer os conceitos de metacognição, autorregulação e aprendizagem autorregulada, destacando a importância de compreender claramente os propósitos e as inter-relações desses processos. A metacognição possui três facetas: experiências metacognitivas, conhecimento metacognitivo e controle metacognitivo. Cada uma delas contribui de maneiras diferentes para a regulação da aprendizagem. Especificamente, as experiências metacognitivas e o conhecimento metacognitivo servem ao monitoramento da cognição e fornecem informações necessárias para decisões de controle, como alocação de tempo de estudo ou uso de estratégias. O controle metacognitivo compreende estratégias (ou habilidades) metacognitivas, como orientação, planejamento, verificação e avaliação. No entanto, existem interações entre metacognição e afeto, de modo que as decisões de controle metacognitivo são baseadas não apenas nas demandas da tarefa e nas características do processamento cognitivo, mas também nas experiências afetivas e na motivação dos alunos durante o processamento da tarefa.

Estes conceitos são cruciais para promover a eficácia da aprendizagem autorregulada e o desenvolvimento de habilidades metacognitivas, visto que a metacognição não apenas implica o conhecimento sobre os próprios processos cognitivos, mas também a capacidade de monitorar e regular esses processos para otimizar a aprendizagem. A pesquisa sobre metacognição e ARA fornece uma base teórica rica para construir intervenções em sala de aula. Evidências de meta-análise sugerem que o ARA pode ser cultivado em contextos educacionais já a partir da educação infantil e do ensino fundamental. A maioria das intervenções destinadas a promover o conhecimento, as estratégias e as habilidades metacognitivas em ambientes escolares resultou em efeitos gerais significativos no desempenho acadêmico.